# Merazet

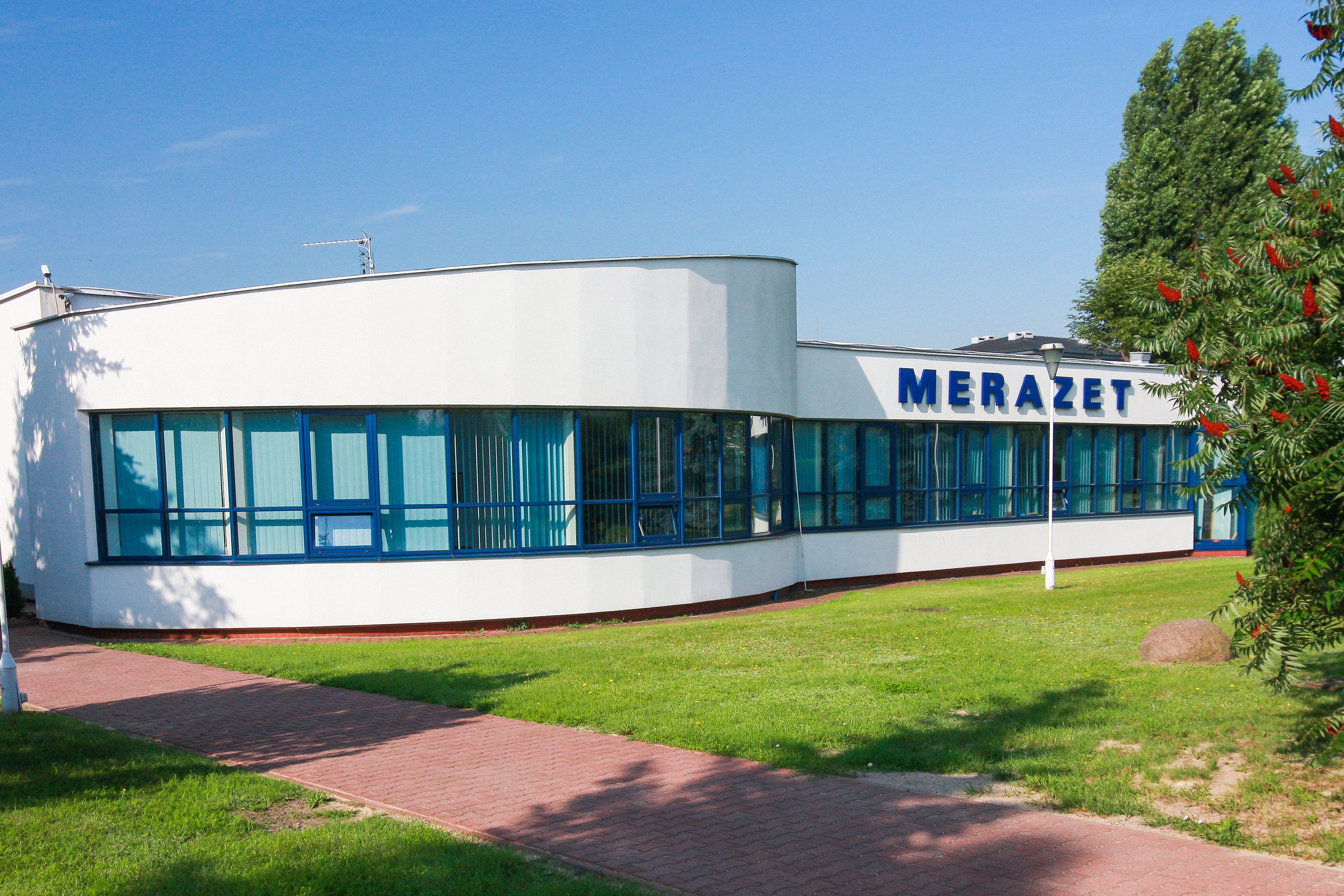
Siedziba główna przedsiębiorstwa Merazet S.A.

Merazet S.A. – polskie przedsiębiorstwo z siedzibą w Poznaniu zajmujące się sprzedażą, doradztwem technicznym oraz serwisem aparatury kontrolno-pomiarowej.

## Historia

### Nazwa przedsiębiorstwa na przestrzeni lat
- 1952 r. – Biuro Obrotu Przyrządami Pomiarowo-Kontrolnymi
- 1955 r. – Biuro Zbytu Sprzętu Kontrolno-Pomiarowego
- 1968 r. – Biuro Zbytu Sprzętu Kontrolno-Pomiarowego „Merazet”[2]
- 1986 r. – Centrala Techniczno-Handlowa Sprzętu Komputerowego i Kontrolno-Pomiarowego Merazet
- 1999 r. – „MERAZET” Spółka Akcyjna (MERAZET S.A.)

### Historia przedsiębiorstwa Merazet
Uchwałą Prezydium Rządu z dnia 26 września 1952 r. zostało powołane Biuro Obrotu Przyrządami Pomiarowo-Kontrolnymi, z siedzibą przy ulicy Wielkiej 21 w Poznaniu. Przedsiębiorstwo miało się zająć właściwym uregulowaniem obrotu i wyłącznej dystrybucji obrotu krajowych i importowanych:
- przyrządów pomiarowo-kontrolnych dla celów przemysłu i naukowo-badawczych
- artykułów fotochemicznych, fotograficznych i kinotechnicznych
- artykułów optyki oftalchemicznej

19 sierpnia 1955 r. Zarządzeniem Ministra Przemysłu Motoryzacyjnego przedsiębiorstwo zmieniło nazwę na: Biuro Zbytu Sprzętu Pomiarowo-Kontrolnego.
W 1964 roku powstało Zjednoczenie Przemysłu Automatyki i Aparatury Pomiarowej „Mera”, któremu podlegał między innymi Merazet. W latach 70. XX wieku Zakłady Zjednoczenia MERA były głównym producentem sprzętu komputerowego w Polsce. Przedsiębiorstwo Merazet miało siedzibę przy ul. Czerwonej Armii 66/72 w Poznaniu (dziś: ul. Św. Marcin 66/72) i:
- w 1976 roku jako jedna z trzech firm w Poznaniu posiadało elektroniczną maszynę cyfrową – Odrę 1305[5], wykorzystując ją do przetwarzania danych firmowych
- w 1988 roku w siedzibie, sklepch w Poznaniu (ul. Fredry – aparatura kontrolno-pomiarowa i ul. Mylna – sprzęt RTV), magazynach i serwisach (15 w całym kraju) zatrudniało ponad 1000 osób
- w 1990 roku otrzymało zezwolenie na otwarcie składu celnego przy ul. Krauthofera 36 w Poznaniu
- w 1991 roku otworzyło sklep samoobsługowy przy ul. Św. Marcin 66/72 w Poznaniu, w którym stosowano pierwsze w Poznaniu kody kreskowe i czytniki kodów

W 1992 roku przedsiębiorstwo CTHSK i KP „Merazet” wyszło organizacyjnie spod nadzoru Ministerstwa Przemysłu i Handlu. Funkcję organu założycielskiego zaczął pełnić Wojewoda Poznański. Aktem notarialnym z 10 grudnia 1999 r. Emil Wąsacz Minister Skarbu Państwa dokonał komercjalizacji przedsiębiorstwa państwowego CTHSKiKP „Merazet”, przekształcając je w Spółkę Akcyjną, której jedynym akcjonariuszem został Skarb Państwa. W skład pierwszego Zarządu MERAZET S.A. zostali powołani: Stanisław Prymas – Prezes Zarządu, Krzysztof Hedrych – Członek Zarządu i Mariusz Raczak – Członek Zarządu. 31 grudnia 1999 r. MERAZET S.A. została wpisana do rejestru handlowego, dział B nr 13430 prowadzonego przez Sąd Rejonowy w Poznaniu, Wydział XIV Gospodarczy – Rejestrowy. Postanowieniem Sądu Rejonowego w Poznaniu XXI Wydział Gospodarczy KRS MERAZET S.A., 28 sierpnia 2001 r. została wpisana do Rejestru Przedsiębiorstw pod numerem KRS 0000038740.
Zgodnie z umową sprzedaży zawartą 26 lipca 2010 r. w Warszawie ze Skarbem Państwa RP, „Forcom” spółka z ograniczoną odpowiedzialnością z siedzibą w Poznaniu stała się właścicielem 85% akcji MERAZET S.A. Natomiast pozostałe 15% akcji z kapitału zakładowego Spółki przeznaczono do nieodpłatnego nabycia przez uprawnionych pracowników MERAZET S.A. na zasadach ustalonych w ustawie o komercjalizacji i prywatyzacji.
Zarząd MERAZET S.A. działa w składzie
- Mariusz Raczak – Prezes Zarządu Dyrektor Naczelny
- Daniel Rowecki – Członek Zarządu Dyrektor Handlowy

## Zakres oferty
- aparatura laboratoryjna
- automatyka i elektryczna aparatura łączeniowa
- elektryczna aparatura pomiarowa
- drogownictwo, budownictwo i geotechnika
- zestawy edukacyjne, m.in. stoły elektrotechniczne
- serwis i laboratorium pomiarowe